# أندريه تيليس
أندريه تيليس (6 أبريل 1997 في البرتغال - ) هو لاعب كرة قدم برتغالي في مركز الدفاع.

## وصلات خارجية
- أندريه تيليس على موقع قاعدة بيانات كرة القدم.إي يو (الإنجليزية)